# Richard Adolph Dammert
Richard Adolph Dammert (* 1768; † 14. Februar 1836 in Hameln) war ab 1831 Wasserbaudirektor in Hameln.
Seine Eltern waren der Hamelner Schleusenmeister Christian Ludwig Dammert (1719–1786) und Sophie Margarethe Hillebrecht (1731–1801). 
Sein Großvater Johann Conrad „Cord“ Dammert (* 1662 in Hannoversch-Münden; † 1759 in Hameln) war Zimmermeister, Sägemüller, Schleusenmeister, Wasserbaumeister und Brückenarchitekt, der um 1756 die Mudde-Mühle erfand. Zu seinen Brüdern zählten Johann Christian (1754–1828; Oberdeichgraf in Hoya-Diepholz), Ezechiel Adolph (1776–1834) und Anton Heinrich (1765–1829), der ab 1824 den Bau des Ems-Hase-Kanals und die Wiederherstellung der Deiche nach der Februarflut 1825 leitete. 
Ab Sommersemester 1792 studierte Richard Adolph Dammert Mathematik und Experimentalphysik bei Georg Christoph Lichtenberg; im Weiteren Astronomie, Meteorologie und Theorie der Erde. 
1794 wurde er Deichkondukteur im Distrikt Unterelbe und zwei Jahre später zusätzlich Schleusenmeister. 1803 wurde er zum Wasserbaukommissar ernannt und 1821 zum Oberkommissar. 1824–1829 war er mit der Aufsicht über die Wasserbauwerke beauftragt und 1831 Wasserbaudirektor in Hameln. 
Der in Pflegschaft aufgenommene Verwandte Adolf Peters (1803–1876) erwarb hier seine mathematische Vorbildung.